# Desempleo en Reino Unido

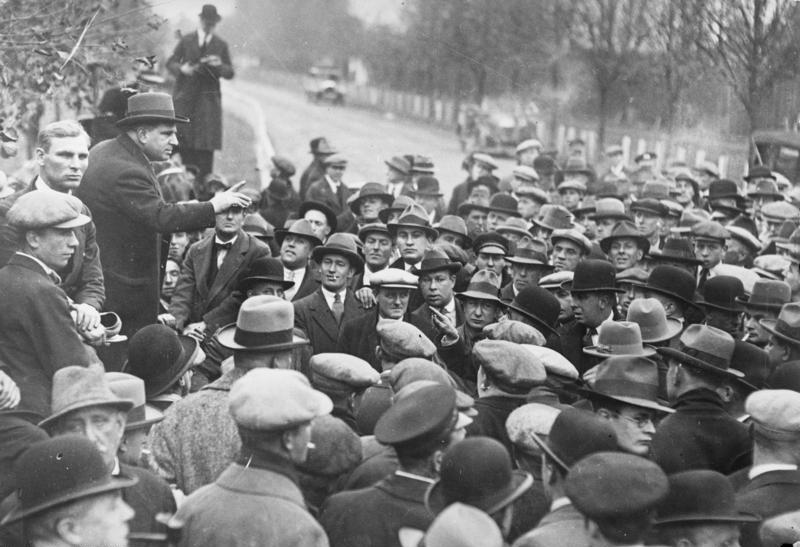
Desempleados discutiendo sobre el crecimiento del paro, 1931

El desempleo en Reino Unido, según la Oficina de Estadísticas Nacionales (Office for National Statistics, ONS) se estima en 2,47 millones personas, o un 7,6% de la población activa al tercer trimestre de 2013. Adicionalmente, 1,46 millones de personas se encuentran "parcialmente en desempleo", es decir, trabajan a media jornada pero son incapaces de encontrar un trabajo a tiempo completo. Esta es la cifra más alta que se registra desde 1992.
Las cifras se compilan trimestralmente a través de la Encuesta de la Fuerza de Trabajo (Labour Force Survey), la cual entrevista a 53.000 hogares. Debido a las consecuencias individuales y sociales que crea el desempleo, el gobierno del Reino Unido administra además un sistema público de centros de trabajo.
La tasa de desempleo más alta que ha tenido el Reino Unido, excluyendo el período de la Gran Depresión, ha sido de 11,9% en abril de 1984, y la más baja un 3,4%, registrada en diciembre de 1973.

## Desempleo invisible
También denominado subempleo, tanto la ONS como Eurostat (Oficina Europea de Estadística) se encargan de medir la tasa de desempleo invisible. El instituto de estadística británica estimó en 2,3 millones de trabajadores los que quieren trabajar pero han dejado de buscar trabajo. A estos trabajadores se suman los 1,46 millones de empleados a tiempo parcial que quieran trabajar más horas y están disponibles para hacerlo pero que no encuentran oportunidades. Sumados a la cifra oficial de 2,47 millones había un total de 6,3 millones de personas en situación de desempleo o subempleo.